# دياكونوفو (ألانيجا)
دياكونوفو (بالروسية: Дьяконово) هي مدينة في جمهورية أوسيتيا الشمالية - ألانيا في روسيا.
يبلغ عدد سكانها حوالي 3880   نسمة.